# Barenaked Ladies
Die Barenaked Ladies (BNL) sind eine kanadische Rockgruppe aus Toronto.
Bekannt wurden die 1988 gegründeten Barenaked Ladies außer durch ihre rein musikalische Fähigkeit auch durch ihre humoristischen und ironischen Texte, die zum Teil sprechgesangsartig vorgetragen werden. Vor allem in Kanada und den USA erfreuen sie sich großer Beliebtheit, der große Durchbruch in Europa blieb jedoch aus. Ihre erfolgreichsten Singles sind Enid, Jane, If I Had $1000000, One Week, It’s All Been Done und Pinch Me, die drei letzteren und im Besonderen das von ihnen stammende Titellied Big Bang Theory Theme der US-amerikanischen Sitcom The Big Bang Theory machten sie auch im deutschsprachigen Raum bekannt. Einen nicht unwesentlichen Teil ihres Erfolges verdanken die Barenaked Ladies ihren Liveauftritten, die eine Mischung aus Musik und Klamauk sind.

## Bandgeschichte

### Gründung
Gegründet wurde die Band 1988 von Ed Robertson (Gesang, Gitarre) und Steven Page (Gesang, Gitarre). Robertson war ursprünglich mit seiner Band Three Guys From Barrie für einen Bandwettbewerb in seiner Heimatstadt Toronto engagiert. Vor diesem Auftritt kam es jedoch zum Bruch der Band, und als Robertson angerufen wurde, um den Auftritt zu bestätigen, sagte er, die Band habe sich in Barenaked Ladies (dt. Splitternackte Damen) umbenannt. Anschließend fragte er seinen Freund Steven Page, den er bereits aus der Schule kannte, ob er mit ihm diesen Auftritt absolvieren wolle, Page willigte ein und der Auftritt wurde ein Erfolg. Gerüchten zufolge sollen sich Robertson und Page auf einem Bob-Dylan-Konzert mehrere Namen für eine mögliche gemeinsame Band ausgedacht haben, unter anderem Barenaked Ladies.
Gemeinsam nahmen Robertson und Page 1989 das Demo-Tape Buck Naked auf. Noch im selben Jahr trafen sie auf die Brüder Andy (Percussions, Keyboard) und Jim Creeggan (Bass, meist Kontrabass), mit denen sie zunächst nur einen Auftritt absolvieren wollten. 1990 nahm dieses Quartet ein weiteres Demo mit dem Titel Barenaked Lunch (auch bekannt als das Pink Tape) auf. Während einer längeren Abwesenheit Andy Creeggans fehlte den BNL für einige Live-Auftritte ein Percussionist. Diese Rolle wurde von Tyler Stewart ausgefüllt, den die Band bei einem Auftritt kennenlernte.
1991 veröffentlichten BNL mit dem Yellow Tape das erste Independent-Album, das in Kanada Gold (mehr als 50.000 verkaufte Tonträger) und später sogar Platin (mehr als 100.000 verkaufte Tonträger) erhielt. Die Verkäufe der Kassette gingen in die Höhe, nachdem die BNL in die Medien gerieten, da die damalige Bürgermeisterin von Toronto June Rowlands den Namen der Band für frauenfeindlich hielt und einen Auftritt verboten hatte.
Mit dem Bruce-Cockburn-Titel Lovers in a Dangerous Time landeten die BNL im selben Jahr ihren ersten Top-40-Hit in Kanada. Der Titel wurde auf dem Cockburn-Tributealbum Kick at the Darkness veröffentlicht.

### Einstieg ins professionelle Musikgeschäft
Das erste professionell produzierte Album der Band erschien 1992 bei Reprise Records unter dem Titel Gordon. Es erreichte in Kanada Platz 1 der Charts. Das Album enthielt den Titel Brian Wilson, der dem Beach Boy Brian Wilson gewidmet ist, der diesen Titel später für ein Livealbum coverte. Gefördert wurde der Erfolg des Albums durch die Tatsache, dass ein Großteil der darauf enthaltenen Titel bereits auf den drei Demo-Tapes der Band enthalten waren.
Nach Veröffentlichung des zweiten Albums Maybe You Should Drive (1994), das nur ein mäßiger Erfolg wurde, gingen die BNL in den USA auf Tournee. Bis auf einen Auftritt in Conan O’Briens Late-Night-Show brachte diese jedoch keinen Erfolg für die Band. 1995 verließ Andy Creeggan die Band, um sich eigenen Interessen zu widmen.
Das Album Born on a Pirate Ship wurde von den verbliebenen vier Bandmitgliedern eingespielt und 1996 veröffentlicht. Wenn dieses Album den BNL auch nicht zum Durchbruch in den USA verhalf, so schaffte es doch Aufmerksamkeit. Zum einen durch den Titel Shoe Box, der auf dem Soundtrack zur Fernsehserie Friends veröffentlicht wurde, zum anderen durch den Titel The Old Apartment, bei dessen Video Jason Priestley (Hauptdarsteller der Fernsehserie Beverly Hills, 90210) Regie führte.
1996 kam schließlich Kevin Hearn (Keyboard, Gitarre) dazu, der die Band zunächst nur bei Live-Auftritten unterstützte, so bei den Aufnahmen zu dem Livealbum Rock Spectacle. Das Album wurde der erste Erfolg für die BNL in den USA, es erhielt Gold und die Single Brian Wilson wurde von den US-amerikanischen Radiostationen gespielt.

### Internationaler Durchbruch
Endgültig wurden BNL 1998 mit dem Album Stunt bzw. der Single One Week in den USA bekannt. One Week landete auf Platz 1 der Billboard-Charts. Zwar wurde Stunt auch in Europa veröffentlicht, aber der Erfolg (Platz 20 der UK-Charts) ist nicht mit dem in den USA und Kanada vergleichbar, dies ist unter anderem darauf zurückzuführen, dass der Humor der Texte der BNL für Europäer nicht oder nur schwer zu verstehen ist. Nach One Week wurden auch die Singles It’s All Been Done und Call and Answer zum Erfolg in Nordamerika.
Einen persönlichen Rückschlag erlitten die BNL, als bekannt wurde, dass das neue Mitglied Kevin Hearn an Leukämie erkrankt war. Seine Erkrankung führte dazu, dass er bei den Auftritten zur Stunt-Tournee nicht auftreten konnte.
Das 2000 erschienene Album Maroon, das in Zusammenarbeit mit dem Erfolgsproduzenten Don Was entstand, der bereits erfolgreich mit den Rolling Stones, den B-52s und Iggy Pop arbeitete, erreichte ähnliche Chartplatzierungen wie Stunt.
Das Album Everything to Everyone der BNL erschien 2003 in der limitierten Auflage in Kombination mit einer DVD, auf der die Band Teile der CD live spielt. Es war die letzte Veröffentlichung mit Reprise Records, die BNL haben ihren Vertrag von sich aus nicht verlängert, um wieder freier arbeiten zu können.
2004 erschien mit Barenaked for the Holidays ein Album mit Weihnachtsliedern. Das Album wurde in Steven Pages eigenem Studio aufgenommen und auf dem bandeigenen Label Desperation Records veröffentlicht. Bestrebungen, die Musik anderer Künstler auf diesem Label zu veröffentlichen, gibt es derzeit nicht.
Am 24. Februar 2009 gab Steven Page bekannt, dass er die Band verlässt, um sich Soloprojekten zu widmen. Der Rest der Band wird allerdings weiter unter dem Namen Barenaked Ladies firmieren.

## Diskografie
Studioalben

| Jahr | Titel                      | Höchstplatzierung, Gesamtwochen, AuszeichnungChartplatzierungen (Jahr, Titel, Platzierungen, Wochen, Auszeichnungen, Anmerkungen) | Höchstplatzierung, Gesamtwochen, AuszeichnungChartplatzierungen (Jahr, Titel, Platzierungen, Wochen, Auszeichnungen, Anmerkungen) | Höchstplatzierung, Gesamtwochen, AuszeichnungChartplatzierungen (Jahr, Titel, Platzierungen, Wochen, Auszeichnungen, Anmerkungen) | Höchstplatzierung, Gesamtwochen, AuszeichnungChartplatzierungen (Jahr, Titel, Platzierungen, Wochen, Auszeichnungen, Anmerkungen) | Anmerkungen                              |
| Jahr | Titel                      | DE | UK | US | CA | Anmerkungen                              |
| ---- | -------------------------- | --- | --- | --- | --- | ---------------------------------------- |
| 1992 | Gordon                     | — | — | US— GoldUS | CA1 Diamant · (… Wo.)CA | Erstveröffentlichung: 28. Juli 1992      |
| 1994 | Maybe You Should Drive     | — | UK57 (1 Wo.)UK | US175 (1 Wo.)US | CA3 ×2Doppelplatin · (… Wo.)CA | Erstveröffentlichung: 16. August 1994    |
| 1996 | Born on a Pirate Ship      | — | — | US111 Gold · (2 Wo.)US | CA12 Gold · (… Wo.)CA | Erstveröffentlichung: 19. März 1996      |
| 1998 | Stunt                      | — | UK20 Gold · (22 Wo.)UK | US3 ×4Vierfachplatin · (63 Wo.)US                                                                                                 | CA9 ×4Vierfachplatin · (… Wo.)CA                                                                                                  | Erstveröffentlichung: 7. Juli 1998       |
| 2000 | Maroon                     | — | UK64 (1 Wo.)UK | US5 Platin · (27 Wo.)US | CA1 Platin · (… Wo.)CA | Erstveröffentlichung: 12. September 2000 |
| 2003 | Everything to Everyone     | — | — | US10 (10 Wo.)US | CA6 (… Wo.)CA | Erstveröffentlichung: 21. Oktober 2003   |
| 2004 | Barenaked for the Holidays | — | — | US64 (7 Wo.)US | CA26 Gold · (… Wo.)CA | Erstveröffentlichung: 5. Oktober 2004    |
| 2006 | Barenaked Ladies Are Me    | — | — | US17 (6 Wo.)US | CA7 (… Wo.)CA | Erstveröffentlichung: 12. September 2006 |
| 2007 | Barenaked Ladies Are Men   | — | — | US102 (2 Wo.)US | CA39 (… Wo.)CA | Erstveröffentlichung: 6. Februar 2007    |
| 2010 | All in Good Time           | — | — | US23 (3 Wo.)US | CA3 (1 Wo.)CA | Erstveröffentlichung: 30. März 2010      |
| 2013 | Grinning Streak            | — | — | US10 (3 Wo.)US | CA12 (… Wo.)CA | Erstveröffentlichung: 4. Juni 2013       |
| 2015 | Silverball                 | — | — | US46 (2 Wo.)US | CA12 (… Wo.)CA | Erstveröffentlichung: 2. Juni 2015       |
| 2017 | Fake Nudes                 | — | — | US23 (3 Wo.)US | CA24 (… Wo.)CA | Erstveröffentlichung: 17. November 2017  |
| 2021 | Detour de Force            | — | — | — | — | Erstveröffentlichung: 16. Juli 2021      |

## Trivia
- Bei Liveauftritten der BNL wurden regelmäßig Makkaroni auf die Bühne geworfen. Begründet wird dieser „Scherz“ mit einer Zeile aus dem Titel If I Had $1000000, in der sogenannte Kraft Dinner, auch als Macaroni and Cheese bezeichnet, besungen werden. Mittlerweile ist es untersagt, Nudeln mit zu BNL-Konzerten zu nehmen.[3]
- Im Lied Jane (geschrieben von Steven Page und Stephen Duffy) vom Album Maybe You Should Drive besingen die BNL eine Jane St. Clair. Bei Jane St. Clair handelt es sich allerdings nicht um eine Frau, sondern um eine Straßenkreuzung in Toronto, an der sich die Jane Street und die St. Clair Avenue treffen. Bei einem Blick auf den Stadtplan von Toronto soll Duffy der Name so gut gefallen haben, dass er ihn für dieses Lied wählte.[3]
- Ende der neunziger Jahre waren u. a. Musikvideos der Band auf den Installations-CD von Apples Mac OS enthalten. 1997 (Mac OS 8) The Old Apartment, 1998 (Mac OS 8.5) One Week, 1999 (Mac OS 9) Call And Answer.
- Die BNL haben 2006 für das Mini-Erweiterungspaket Family Fun-Accessoires des Spieles Die Sims 2 drei ihrer Lieder (Easy, What a Letdown und Wind It Up) in der im Spiel gesprochenen Sprache („Simlish“) beigesteuert.
- Im Computerspiel NHL 2002 sind die Mitglieder der Band als Bonusspieler freischaltbar.
- Weird Al Yankovic parodierte One Week auf seinem Album Running with Scissors („Jerry Springer“)